# Macksville
Macksville – miejscowość w stanie Nowa Południowa Walia położona nad rzeką Nambucca.  Miejscowość położona jest w połowie drogi pomiędzy Sydney i Brisbane przy autostradzie Pacific Highway.  Ok. 2700 mieszkańców.